# 오를란디 실종사건
오를란디 실종사건(이탈리아어: Sparizione di Emanuela Orlandi)은 1983년 이탈리아 로마에서 음악 레슨을 받기 위해 집을 나섰다 사라진 소녀 엠마누렐라 오를란디(당시 15세)의 실종 사건을 말한다. 이 사건이 터지며 교황청과 마피아간의 검은 거래와 바티칸의 치부가 드러나 세계적인 논란이 되었다.

## 개요
실종된 오를란디는 바티칸 교황청에서 일하는 평신도 직원의 딸이었다.
1990년 사망한 마피아 갱단의 두목인 엔리코 데 페디스의 옛 여자친구는 자신의 남자친구인 페디스가 오를란디를 납치했다고 주장했다.
지난 2005년에는 한 TV 쇼에서 익명의 시청자가 전화를 걸어 오를란디 실종 사건의 단서를 데 페디스의 무덤에서 찾을 수 있을 것이라고 제보한 적이 있다.
하지만 바티칸 교황청의 반대로 한동안 성당의 납골당의 관을 열 수 없었다.
그 후 2008년에 이 마피아 보스의 전 여자친구가 교황청의 마신커스 추기경이 데 페디스에게 오를란디를 납치해 달라고 했다고 주장해서 논란이 되었다.
여론이 바티칸에 불리해지자 2012년에 와서야 교황청은 성당의 납골당을 수색하는 것을 허락했다.
경찰의 입회 아래 오를란디의 가족과 법의학자, 검시관들이 모여서 마피아 페디스의 무덤을 열었는데 그 옆에는 수상한 상자가 여러개 있었다.
그 안에는 주인을 알 수 없는 뼈들로 가득했다.

## 마피아 두목과 교황청의 거래
한편 마피아 두목이 바티칸 추기경들이 묻히는 성당의 납골당에 묻혔다는 것만으로도 이 사건은 마피아와 교황청의 검은 유착으로 사람들에게 큰 충격을 주었다.
교황청은 1990년 숨진 엔리코 데페디스의 부인에게 당시 돈으로 10억리라(약 7억5000만원)를 받고 망자를 성 아폴리나레 바실리카(성당) 묘지에 매장할 수 있도록 허락했다.
데 페디스가 숨지고 그의 유족들은 상대 조직원들이 데페디스의 시신을 훼손할까 우려하여 성당에 묻히기를 원했다.
교회측은 처음에 이를 거절했지만 나중에 거액의 돈을 받고 허락했다.
돈은 선교사업과 성 아폴리나레 성당의 재건에 쓰인 것으로 알려졌다. 조직원에게 암살당한 데페디스는 이 성당에 묻힌 역대 교황들과 추기경들의 옆에 나란히 누웠지만 바티칸이 돈을 받고 마피아에게 면죄부를 팔았다는 비난이 일었다.

## 마신커스 추기경 범행설
오를란디 실종이 있기 1년 전 1982년에 교황청의 주 거래은행이었던 암브로시아노 은행이 파산하는 사건이 있었다.
마신커스 추기경은 당시 교황청 은행장으로 재임하고 있던 추기경이었다.
당시 바티칸 은행은 엄청난 거액을 암브로시아노은행에 막대한 투자를 집중해서 했다.
그런 은행이 파산하게 되고 최측근이었던 은행원인 로베르토 칼비가 다리에 목을 메달아 죽은 채 발견되자 마신커스 추기경은 투자에 대한 책임과 부정혐의를 받게 된다.
한편 오를란디의 아버지가 마신커스 추기경과 같은 곳에서 일했고 그의 비리를 알아내자 그로 인해 마신커스가 데페디스를 고용해 그의 딸을 납치해 협박하려 했다는 것이다.

## 교황 암살 관련설
1981년 교황 요한 바오로 2세 암살시도 사건 범인의 석방을 요구하며 오를란디와 맞교환을 제안했다는 설 등이 있으나 설득력이 약하다.

## 바티칸 섹스 스캔들설
2012년 5월, 가브리엘 레 아모스(Gabriele Amorth)는 엠마누엘라가 바티칸 경찰의 난교 파티를 위해 납치되어 살해당했다고 주장했다. 아모스는 사건이 무명 외국 대사관 관계자들과 관련이 있다고 주장한다.